# Pierre Carpentier
Pour les articles homonymes, voir Pierre Carpentier (résistant) et Carpentier.
Dom Pierre Carpentier (2 février 1697 à Charleville - 19 décembre 1767 au Collège de Bourgogne à Paris), fut un bénédictin, prieur de Donchery.

## Biographie
Dom Pierre Carpentier a été un des premiers à tenter de comprendre les méthodes de « cryptage » et « décryptage » des notes tironiennes. Il s'est basé sur le travail préliminaire de Jean Gruter. Il a publié Alphabetum Tironianum, seu Notas Tironis Explicandi Methodus en 1747. Il a plus particulièrement étudié le manuscrit latin numéro 2718, disponible à la Bibliothèque nationale de France. Son travail a été en grande partie critiqué par des études postérieures.

## Œuvres
- Glossarium ad mediate scriptores latinitatis infima, editio locupletior opera et studio monarchorum O.S.B (en 6 volumes, de 1733 à 1736) écrit en collaboration avec Maur Dantine à partir du grand lexique écrit par Du Cange en 1678
- Alphabetum Tironianum, seu Notas Tironis Explicandi Methodus (1747)
- Glossarium infimae et mediae latinitatis
- Il a donné un Supplément au Glossaire de Du Cange, sous le titre de Glossarium novum, Paris, 1766, 4 v. in-f.